# 삼성 갤럭시 워치 시리즈
삼성 갤럭시 워치 시리즈(Samsung Galaxy Watch Series)는 삼성전자의 스마트 워치 시리즈이다.